# Staatsschuldenquote in Schweden
Die Staatsschuldenquote Schwedens gibt das Verhältnis zwischen den schwedischen Staatsschulden einerseits und dem schwedischen nominalen Bruttoinlandsprodukt andererseits an.

## Entwicklung in den letzten Jahren
Die Staatsschuldenquote Schwedens stieg aufgrund der Finanzkrise zwischen 2008 und 2013 an. Entsprach die Staatsverschuldung von 1.242,7 Mrd. Schwedischen Kronen Ende 2008 einer Staatsschuldenquote von 38,8 %, so erreichte die Staatsschuldenquote Ende 2013 angesichts eines Schuldenstandes von dann inzwischen 1.474,4 Mrd. Schwedischen Kronen einen Wert von 40,5 %.

## Prognostizierte Entwicklung
Der Internationale Währungsfonds geht davon aus, dass die Staatsschuldenquote Schwedens bis Ende 2019 bei einem Schuldenstand von dann 1.420,0 Mrd. Schwedische Kronen auf 30,4 % zurückgeht.